# Дозорщик зелёный
Дозорщик зелёный, или дозорщик июньский, или дозорщик американский (лат. Anax junius) — стрекоза из семейства коромысловых (Aeshnidae).

## Описание
Крупная стрекоза, одна из самых больших разнокрылых стрекоз Северной Америки. Длина брюшка до 76 мм, размах крыльев 80—106 мм. У самцов брюшко яркое голубое, грудь — зелёная. У самки брюшко коричневого цвета, грудь — зелёная. Также редко встречаются формы окраски самок с синим брюшком, как у самцов. У обоих полов в центре лба располагается пятно чёрного цвета.

## Ареал и миграции
Один из самых распространённых видов стрекоз Северной Америки. Обитает в Канаде, на большей части США, на юге Северной Америки вплоть до Коста-Рики и юга Панамы. Для Anax junius характерны широтные миграциями разных поколений из одной природно-климатической зоны в другую, при этом стрекозы обычно собираются в стаи. Данное поведение представлено сезонными трансширотными миграциями — из районов выплода стрекоз в новые места обитания. Весной стрекозы прилетают из южных частей ареалов (вероятно, тропических и субтропических регионов) в умеренные широты, где дают начало новому поколению. Осенью особи летнего поколения мигрируют обратно на юг, где размножаются. Протяжённость таких миграций составляет сотни и тысячи километров. Известны залёты мигрирующих особей в Карибском бассейне, на Таити и в Азии от Японии до материкового Китая. В России на Качатке мигрирующие особи обнаружены дважды в 1856 и в 1911 годах.

## Биология
Предпочитает стоячие водоёмов, нередко крупные и глубокие, обычно с богатой водной растительностью. Личинки длиной до 55 мм, ярко-зелёного цвета. Личинки — активные хищники, которые питаются головастиками, яйцами и личинками водными насекомых, ракообразными и мальками рыб, а также личинками других видов стрекоз. Среди личинок насекомых предпочитают личинок комаров. Среди ракообразных личинки охотятся не только на амфипод, но и молодых раков (например, Procambarus clarkii) длиной до 3 см.